# Casa Saperes
Casa Saperes és un habitatge del municipi del Pla de Santa Maria inclòs en l'Inventari del Patrimoni Arquitectònic de Catalunya.

## Descripció
Habitatge unifamiliar aïllat, envoltada per un ampli jardí i construït al costat de la carretera que enllaça El Pla de Santa Maria amb Valls. Edifici irregular de composició, no obstant això manté un ritme harmònic en el tractament de les obertures i els petits elements decoratius. La porta d'entrada està protegida per una marquesina de teula àrab. En la part superior de la façana posterior hi ha dos petits terrats simètrics, protegits per barana de balustres. A la banda esquerra de la façana principal sobresurt un cos de planta i pis, amb coberta inclinada de teula. L'edifici consta de tres plantes i la seva estructura és de fàbrica imitant carreus. La coberta és de teula àrab formant un gran ràfec. Totes les obertures són rectangulars i simples. El color clar dels murs contrasta amb el blau fosc de les jardineres de les finestres.